# Львиные ворота (Москва)
Львиные ворота (по месту своего последнего документально зафиксированного нахождения именуются также «Преображенские ворота» или «Преображенский портал») — монументальное архитектурно-декоративное сооружение середины XVII века в виде арочного портала, выполненного из блоков белого камня различной формы, покрытых сплошным резным узором с райской флорой и фауной, государственной символикой и сложными орнаментами. Резной декор имел первоначально полихромную раскраску, скрытую затем под многочисленными слоями побелки.
Название «Львиные» происходит от двух парных скульптурных фигур львов, входящих в основу композиции и выполняющих роль архитектурных гирек. Памятник имел очень сложную историю своего бытования, сопровождавшуюся утратами его отдельных фрагментов.

## История
Поскольку документальных свидетельств о бытовании памятника и его внешнем виде ранее начала XIX века не сохранилось, реконструкция его первоначального облика, местоположения проводилась путём сложных комплексных исследований, включающих в себя анализ стилистических, конструктивных и иных особенностей этого уникального объекта.

### Кремлёвский период
Наиболее вероятной гипотезой в настоящее время считается принадлежность Львиных ворот к комплексу строений Потешного дворца в Московском Кремле, а именно нахождении их с южной стороны его двора.

### Преображенский период
С начала XIX века по 1930 год ворота составляли портал Преображенского богадельного дома.
В 1928 году Преображенские ворота по инициативе создателя и первого директора Музея архитектуры в Коломенском П. Д. Барановского были обмерены, выполнялась также их фотофиксация.
В 1930 году произведена разборка ворот с перевозом архитектурных деталей в Музей «Коломенское».

### Коломенский период
Перевезённые из Преображенского в Музей «Коломенское» ворота первоначально атрибутировались как «Львиные ворота Измайловского дворца». В пользу этого свидетельствовала близость Преображенского к Измайлову, откуда выводилась гипотетическая возможность происхождения их именно оттуда.

### Сохранённые детали
|  |  |

В настоящее время Львиные ворота в демонтированном виде хранятся в Государственном музее-заповеднике «Коломенское», где скульптуры львов экспонируются в помещении Сытного двора (XVII в.).
Львы последние три года не экспонируются в Сытном дворе. В подвальном помещении Передних ворот в Коломенском можно увидеть реконструкцию декора портала XVII века — из резных блоков, сохранившихся в составе Преображенского портала. Это выдающийся памятник реминисценции итальянской ренессансной резьбы в московском зодчестве 1630-х годов.